# Прелесє (Чрномель)
Прелесє (словен. Prelesje) — поселення в общині Чрномель, Південно-Східна Словенія, Словенія. Висота над рівнем моря: 198,7 м.